# Leake County
Leake County är ett administrativt område i delstaten Mississippi, USA. År 2010 hade countyt 23 805 invånare. Den administrativa huvudorten (county seat) är Carthage. 
Countyt har fått sitt namn efter politikern Walter Leake som var senator för Mississippi 1817-1820 och delstatens guvernör 1822-1825. 

## Geografi
Enligt United States Census Bureau så har countyt en total area på 1 515 km². 1 507 km² av den arean är land och 8 km² är vatten. 

### Angränsande countyn
- Attala County - nord
- Neshoba County - öst
- Scott County - syd
- Madison County - väst

### Städer och samhällen
- Cities
  - Carthage

- Towns
  - Lena
  - Sebastopol (även Scott County)
  - Walnut Grove